# أفايلد
أفايلد (بالإنجليزية: Uvalde)‏ هي مدينة أمريكية تقع في ولاية تكساس.تبلغ مساحة هذه المدينة 19.8 (كم²)،ويبلغ عدد سكانها 15751 نسمة حسب إحصاء سنة 2010 م.

## التركيبة السكانية
حدّد مكتب تعداد الولايات المتحدة بيانات التركيبة السكانية لأفايلد في تعداد الولايات المتحدة. في ما يلي، التركيبة السكانية حسب تعدادي 2000 و2010.

### تعداد عام 2000
بلغ عدد سكان أفايلد 14,929 نسمة بحسب تعداد عام 2000، وبلغ عدد الأسر 4,796 أسرة وعدد العائلات 3,715 عائلة مقيمة في المدينة. في حين سجلت الكثافة السكانية 751.3 نسمة لكل كيلومتر مربع (1,945.9/ميل2). وبلغ عدد الوحدات السكنية 5,313 وحدة بمتوسط كثافة قدره 267.4 لكل كيلومتر مربع (692.6/ميل2).
وتوزع التركيب العرقي للمدينة بنسبة 73.27% من البيض و0.47% من الأمريكيين الأفارقة و0.62% من الأمريكيين الأصليين و0.48% من الأمريكيين ذوي الأصول الآسيوية و0.07% من سكان جزر المحيط الهادئ و22.12% من الأعراق الأخرى و2.97% من عرقين مختلطين أو أكثر و75.48% من الهسبانيون أو اللاتينيون من أي عرق.
بلغ عدد الأسر 4,796 أسرة كانت نسبة 47.9% منها لديها أطفال تحت سن الثامنة عشر تعيش معهم، وبلغت نسبة الأزواج القاطنين مع بعضهم البعض 55.6% من أصل المجموع الكلي للأسر، ونسبة 16.9% من الأسر كان لديها معيلات من الإناث دون وجود شريك، بينما كانت نسبة 4.9% من الأسر لديها معيلون من الذكور دون وجود شريكة وكانت نسبة 22.5% من غير العائلات. تألفت نسبة 20.1% من أصل جميع الأسر من عدة أفراد يعيشون في نفس المنزل ونسبة 10.4% كانت تتألف من شخص يعيش بمفرده يبلغ من العمر 65 عاماً أو أكثر. وبلغ متوسط حجم الأسرة المعيشية 3.02، أما متوسط حجم العائلات فبلغ 3.50.
بلغ العمر الوسطي للسكان 31.0 عاماً. وكانت نسبة 32.4% من القاطنين تحت سن الثامنة عشر، وكانت نسبة 9.3% بين الثامنة عشر والرابعة والعشرين عاماً، ونسبة 25.2% كانت واقعةً في الفئة العمرية ما بين الخامسة والعشرين والرابعة والأربعين عاماً، ونسبة 18.1% كانت ما بين الخامسة والأربعين والرابعة والستين، ونسبة 12.3% كانت ضمن فئة الخامسة والستين عاماً فما فوق. يوجد لكل 100 أنثى 90.1 ذكر، ويوجد لكل 100 أنثى في الثامنة عشر من عمرها فما فوق 85.1 ذكر.
بلغ متوسط دخل الأسرة في المدينة 25,259 دولارًا، أما متوسط دخل العائلة فبلغ 27,897 دولارًا. وكان متوسط دخل الذكور 25,600 دولارًا مقابل 15,674 دولارًا للإناث. وسجل دخل الفرد الخاص بالمدينة 11,735 دولارًا. وكانت نسبة 24.2% من العائلات ونسبة 29% من السكان تحت خط الفقر، وكان من هؤلاء نسبة 40.4% تحت سن الثامنة عشر ونسبة 23.8% في الخامسة والستين من العمر وما فوق.

### تعداد عام 2010
بلغ عدد سكان أفايلد 15,751 نسمة بحسب تعداد عام 2010، وبلغ عدد الأسر 5,257 أسرة وعدد العائلات 3,879 عائلة مقيمة في المدينة. في حين سجلت الكثافة السكانية 792.7 نسمة لكل كيلومتر مربع (2,053.1/ميل2). وبلغ عدد الوحدات السكنية 5,867 وحدة بمتوسط كثافة قدره 295.3 لكل كيلومتر مربع (764.8/ميل2).
وتوزع التركيب العرقي للمدينة بنسبة 77.96% من البيض و0.82% من الأمريكيين الأفارقة و0.48% من الأمريكيين الأصليين و0.66% من الأمريكيين ذوي الأصول الآسيوية و0.01% من سكان جزر المحيط الهادئ و17.38% من الأعراق الأخرى و2.70% من عرقين مختلطين أو أكثر و78.38% من الهسبانيون أو اللاتينيون من أي عرق.
بلغ عدد الأسر 5,257 أسرة كانت نسبة 43.4% منها لديها أطفال تحت سن الثامنة عشر تعيش معهم، وبلغت نسبة الأزواج القاطنين مع بعضهم البعض 49.6% من أصل المجموع الكلي للأسر، ونسبة 18.9% من الأسر كان لديها معيلات من الإناث دون وجود شريك، بينما كانت نسبة 5.3% من الأسر لديها معيلون من الذكور دون وجود شريكة وكانت نسبة 26.2% من غير العائلات. تألفت نسبة 22.1% من أصل جميع الأسر من عدة أفراد يعيشون في نفس المنزل ونسبة 9.5% كانت تتألف من شخص يعيش بمفرده يبلغ من العمر 65 عاماً أو أكثر. وبلغ متوسط حجم الأسرة المعيشية 2.94، أما متوسط حجم العائلات فبلغ 3.43.
بلغ العمر الوسطي للسكان 33.1 عاماً. وكانت نسبة 30.2% من القاطنين تحت سن الثامنة عشر، وكانت نسبة 10.3% بين الثامنة عشر والرابعة والعشرين عاماً، ونسبة 23.7% كانت واقعةً في الفئة العمرية ما بين الخامسة والعشرين والرابعة والأربعين عاماً، ونسبة 22.1% كانت ما بين الخامسة والأربعين والرابعة والستين، ونسبة 13.7% كانت ضمن فئة الخامسة والستين عاماً فما فوق. وتوزع التركيب الجنسي للسكان بنسبة 48.2% ذكور و51.8% إناث.

## أعلام
- جون نانس غارنر
- بوبي بونير
- دال إيفانز
- جون هويل كولير
- ماثيو ماكونهي